# Niederländische Eishockeynationalmannschaft der Frauen
Die niederländische Eishockeynationalmannschaft der Frauen ist die nationale Eishockey-Auswahlmannschaft der Niederlande im Fraueneishockey. Nach der Weltmeisterschaft 2022 liegt die Mannschaft auf dem 18. Rang der IIHF-Weltrangliste.

## Geschichte

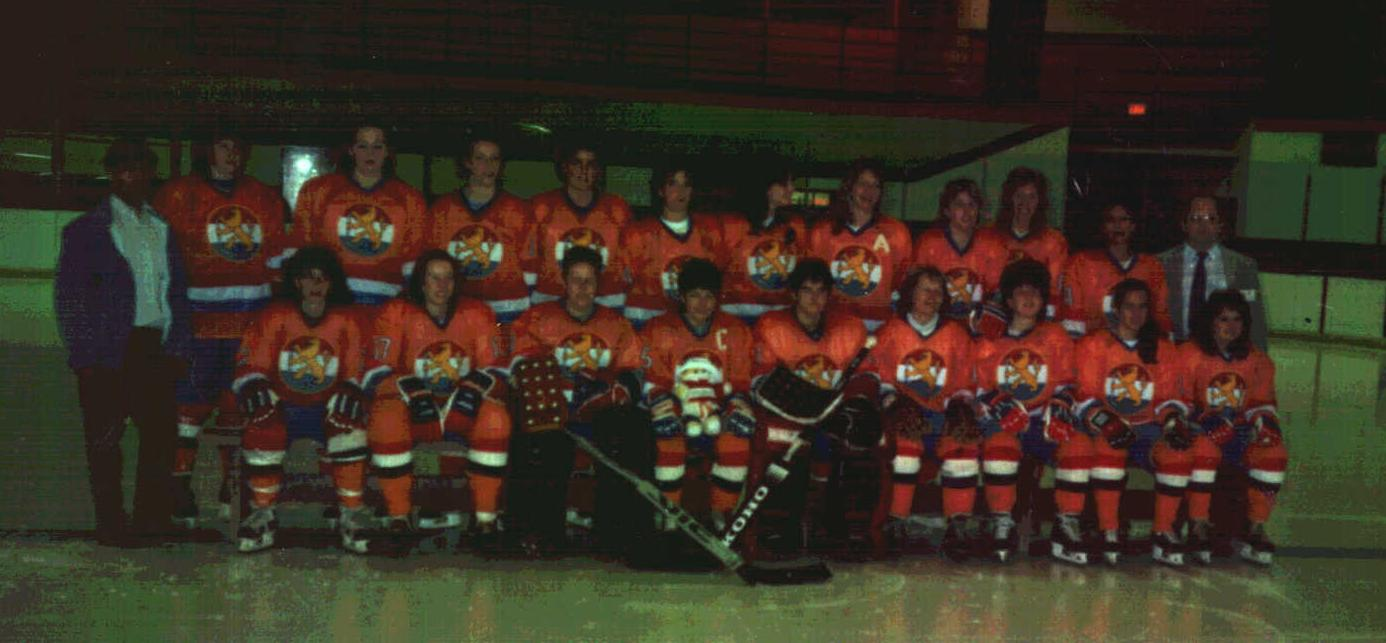
Die niederländische Frauen-Nationalmannschaft 1987 in Kanada

Die niederländische Eishockeynationalmannschaft der Frauen nahm zwischen 1989 und 1996 an vier der fünf Frauen-Europameisterschaften teil, konnte dabei jedoch keine nennenswerten Erfolge erzielen und setzte deshalb bei der EM 1993 aus. Nach ihrer Rückkehr in den EM-Spielbetrieb, traten die Niederländerinnen in der zweiten Leistungsstufe, der B-EM, an.
Bei der Weltmeisterschaft 1999 gab die niederländische Frauennationalmannschaft ihr Debüt in der B-WM, stieg allerdings sofort zwei Mal hintereinander ab, so dass die Mannschaft bei der WM 2001 in der vierten Leistungsstufe, der Qualifikation zur Division II, antrat. In dieser setzten sich die Niederländerinnen auf Anhieb durch und spielten während der folgenden sechs Jahre in der Division II, wobei die Mannschaft bei der Weltmeisterschaft 2009 abstieg und somit bei der WM 2011 in der Division III antrat. Seit 2012 spielt das Team wieder überwiegend in der Division I. Lediglich 2017 und 2018 musste man in der Division II antreten.
In den Spielzeiten 2010/11 und 2011/12 nahm die Nationalmannschaft an der Elite Women’s Hockey League teil.

## Platzierungen

### Bei Europameisterschaften
- 1989 – 8. Platz
- 1991 – 10. Platz
- 1993 – nicht teilgenommen
- 1995 – 6. Platz B-EM
- 1996 – 6. Platz B-EM

### Bei Weltmeisterschaften
- 1999 – 8. Platz B-WM
- 2000 – 5. Platz Qualifikation zur B-WM
- 2001 – 1. Platz Gruppe A, Qualifikation zur Division II
- 2003 – 5. Platz Division II
- 2004 – 4. Platz Division II
- 2005 – 6. Platz Division II
- 2007 – 5. Platz Division II
- 2008 – 5. Platz Division II
- 2009 – 6. Platz Division II
- 2011 – 1. Platz Division III
- 2012 – 5. Platz Division IB
- 2013 – 2. Platz Division IB
- 2014 – 4. Platz Division IB
- 2015 – 2. Platz Division IB
- 2016 – 6. Platz Division IB, Abstieg in die Division IIA
- 2017 – 2. Platz Division IIA
- 2018 – 1. Platz Division IIA, Aufstieg in die Division IB
- 2019 – 1. Platz Division IB, Aufstieg in die Division IA
- 2022 – 5. Platz Division IA
- 2023 – 4. Platz Division IA
- 2024 – 5. Platz Division IA
- 2025 – 6. Platz Division IA, Abstieg in die Division IB

### Bei der IIHF World Women’s Challenge
- 2002 - 3. Platz Division I